# Arktische Flunder
Die Arktische Flunder (Liopsetta glacialis) ist ein Plattfisch, der in Küstengewässern des Arktischen Ozean vorkommt. Sein Verbreitungsgebiet reicht vom Weißen Meer über die Barentssee, die Küste Sibiriens, die Tschuktschensee, das Beringmeer, das nördliche Ochotskische Meer und der Küste des nördlichen Nordamerikas bis zum Queen-Maud-Golf im arktischen Kanada.

## Merkmale
Die Arktische Flunder wird maximal 35 cm lang, bleibt für gewöhnlich aber bei einer Länge von 15 bis 25 cm. Sie hat einen ovalen, asymmetrischen, seitlich stark abgeflachten Körper. Ihre rechte Körperseite wird im Laufe der Metamorphose zur Oberseite, auf der beide Augen sitzen. Die Oberseite ist bräunlich bis olivgrau gefärbt und mit unterschiedlich großen schwarzen Flecken gemustert. Auch Rücken-, After- und Schwanzflosse sind mit Flecken gemustert. Brust- und die kehlständigen Bauchflossen sind hellbraun und ohne Flecken oder Punkte. Die Bauchseite ist weiß. Die Fische besitzen sehr kleine Schuppen, die Männchen Kammschuppen, die Weibchen Rundschuppen. Die Seitenlinie verläuft fast gerade, auch oberhalb der Brustflossen. Knochenhöcker, die bei der Flunder (Platichthys flesus) die Seitenlinie und die Basis von Rücken- und  Afterflosse begleiten, fehlen. Das kleine, endständige Maul reicht nicht bis unter das Auge. Der Vorkiemendeckel besitzt einen freien Rand. Auf dem ersten Kiemenbogen zählt man 10 bis 14 Kiemenreusenstrahlen (15–22 bei der Flunder).
- Flossenformel: Dorsale 50–62, Anale 35–44.
- Wirbel: 37–38

## Lebensweise
Die Arktische Flunder lebt niemals weit von der Küste entfernt in geringen Tiefen und vor allem auf Schlammböden. Sie kommt oft in Brackwasser vor und wandert zur Nahrungssuche oft in Süßgewässer, kehrt zur Fortpflanzung aber ins Meer zurück. Abends und bei steigender Tide nähert sie sich der Küste noch stärker. Sie ernährt sich von bodenbewohnenden Wirbellosen, vor allem von Muscheln und Schnecken, und kleinen Fischen. Die Laichzeit dauert in der Karasee von Januar bis Februar, im Weißen Meer laichen die Fische im Mai bei Wassertemperaturen um 0 °C. Eier und Larven sind pelagisch.

## Gefährdungssituation
Die Weltnaturschutzunion IUCN führt die Arktische Flunder in der Roten Liste gefährdeter Arten, allerdings wird sie derzeit als „nicht gefährdet“ (Least Concern) beurteilt. Sie ist eine weit verbreitete Art, für die keine bedeutenden Bedrohungen bekannt sind.